# Estación Santa Rosa (Sarmiento)
Santa Rosa es una estación ferroviaria de la red ferroviaria argentina, perteneciente al Ferrocarril Domingo Faustino Sarmiento, en el ramal que une las estaciones de Once y Toay.
Se ubica en la ciudad de Santa Rosa, capital de la Provincia de La Pampa, Argentina.

## Servicios
Sus vías están concesionadas a la empresa de cargas Ferroexpreso Pampeano.
Desde octubre de 2014, Trenes Argentinos Operaciones prestó un servicio entre esta estación y Catriló, brindado con un coche motor diésel CAF Serie 593. Desde Catriló se podía realizar combinación con el servicio proveniente de la estación General Pico hacia la estación Once de la Ciudad de Buenos Aires.
A partir de agosto de 2015, a raíz de un temporal que obligó a interrumpir el servicio Once - General Pico, comenzó a prestarse el servicio de coche motor entre Santa Rosa y General Pico. Finalmente, en enero de 2016 este servicio fue suspendido. Desde entonces no llegan trenes de pasajeros a ningún destino en la provincia de La Pampa. Trenes solamente hasta Bragado, Provincia de Buenos Aires.